# علی محمد اشکبوس
علی‌محمد اشکبوس (زادهٔ ۳ اردیبهشت ۱۳۲۴ – درگذشتهٔ ۲۲ تیر ۱۴۰۲)، دوبلور سرشناس ایرانی بود.
او در دوبلهٔ آثاری همچون قیصر، داش آکل، رضا موتوری وحسن کچل علاوه بر گویندگی در تنظیم و نوشتن دیالوگ‌ها، به عنوان دستیار مدیر دوبلاژ و بازنویس با منوچهر اسماعیلی همکاری داشته‌است.
در گذشته، بعد از ترجمهٔ یک اثر توسط مترجم و سینک زدن آن به دست مدیر دوبلاژ، دیالوگ‌های هر کاراکتر باید با خط خوش یا خوانا، نوشته می‌شد تا دوبلورها به راحتی بتوانند دیالوگ‌ها اجرا کنند. به اشخاصی که دیالوگ‌ها را بازنویسی می‌کردند، بازنویس می‌گفتند. اشخاصی همچون محمد یاراحمدی و علی‌محمد اشکبوس از جمله قدیمی‌ترین بازنویس‌ها و دستیاران مدیران دوبلاژ بودند. از دیگر مدیران دوبلاژی که علی‌محمد اشکبوس با آنها همکاری داشته می‌توان جلال مقامی، بهرام زند، ناصر طهماسب، سعید شرافت، رفعت هاشم پور، مریم شیرزاد و علیرضا باشکندی را نام برد.

## آثار
برخی از آثاری که علی‌محمد اشکبوس به عنوان دوبلور و بازنویس دیالوگ‌ها در آنها با مدیران دوبلاژ همکاری داشته‌است، عبارتند از:
- قیصر با مدیریت منوچهر اسماعیلی
- داش آکل با مدیریت منوچهر اسماعیلی
- رضا موتوری با مدیریت منوچهر اسماعیلی
- حسن کچل با مدیریت منوچهر اسماعیلی
- سینمایی گلادیاتور با مدیریت بهرام زند
- سینمایی شجاع دل با مدیریت بهرام زند
- سریال قصه‌های جزیره با مدیریت رفعت هاشم‌پور
- سریال شهر مرزی با مدیریت جلال مقامی
- سریال امام علی با مدیریت بهرام زند
- سریال پهلوانان نمی‌میرند با مدیریت بهرام زند
- سریال مدار صفر درجه با مدیریت بهرام زند
- سریال ۲۴ با مدیریت بهرام زند
- انیمیشن شاهزاده و گدا با مدیریت فریبا شاهین مقدم
- سریال بچه‌های مدرسه والت با مدیرت بهرام زند (ابتدا در این اثر، اشکبوس به جای پدر انریکو صحبت می‌کرد. به دلیل مشغله بازنویسی، بعد از مدتی خود بهرام زند به جای پدر انریکو صحبت کرد).
- سینمایی دشمن حکومت با مدیریت بهرام زند
- سریال خانه کوچک (دوبله دوم) با مدیریت علیرضا باشکندی.[۶][۷]